# Leptopholcus dalei
Leptopholcus dalei är en spindelart som först beskrevs av Alexander Petrunkevitch 1929.  Leptopholcus dalei ingår i släktet Leptopholcus och familjen dallerspindlar. Inga underarter finns listade i Catalogue of Life.